# Skip Battin

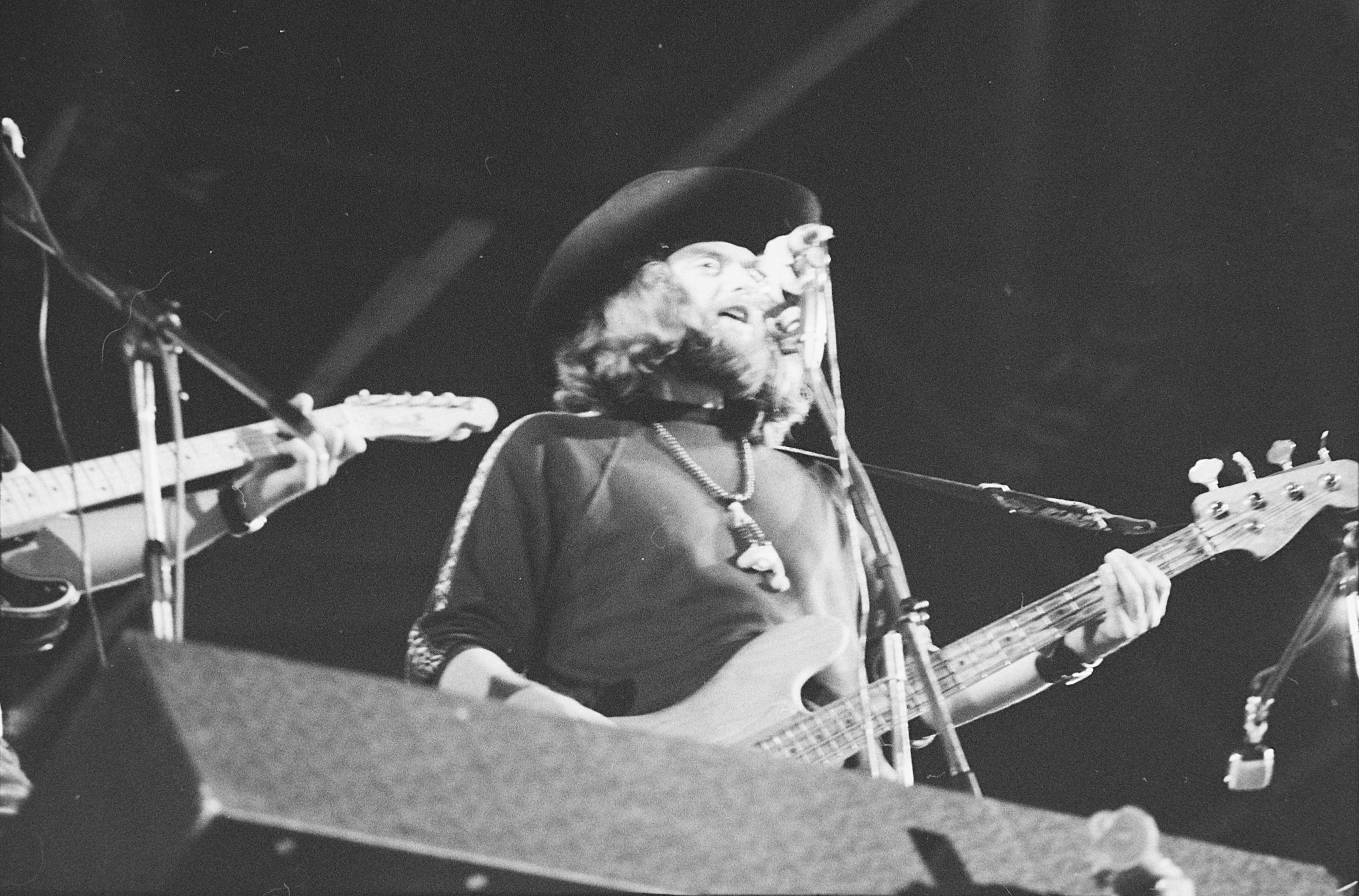
Skip Battin (1970)

Clyde „Skyp“ Battin (* 18. Februar 1934 in Gallipolis; † 6. Juli 2003 in Salem, Oregon) war ein US-amerikanischer Country-Rock-Sänger und -Bassist.

## Musikalische Anfänge
Battins musikalische Anfänge lagen in einer Gruppe namens Earl Mock & the Mockingsbirds. 1956 traf er auf Gary Paxton. Beide erkannten, dass sie musikalisch auf derselben Wellenlänge lagen. Sie gründeten ihre erste eigene Gruppe Pledges. Danach veröffentlichten sie weitere Aufnahmen unter dem Namen Chuck & the Chuckles, Clyde Gary & his Orchestra und Gary & Clyde. 1958 änderten sie den Namen erneut und bildeten das Popmusik-Duo Skip & Flip, das 1959 zwei Top-20-Hits in den Billboard Hot 100 hatte.
Gary Paxton verließ das Duo Ende 1961, und Skip Battin bildete mit Johnny Leonard das neue Duo Skip & Johnny. Für das nächste Projekt tat sich Battin mit Kim Fowley zusammen; sie veröffentlichten eine Single. Anschließend bildete er mit wechselnden Mitstreitern die Gruppen Teak Battyn & his Battmen, Skip Battin Combo, Skip & the Hustlers, Sir Raybould & the Blue Angels, Skip & the Flips und Skip Battin & the Group.

## Weitere Bands

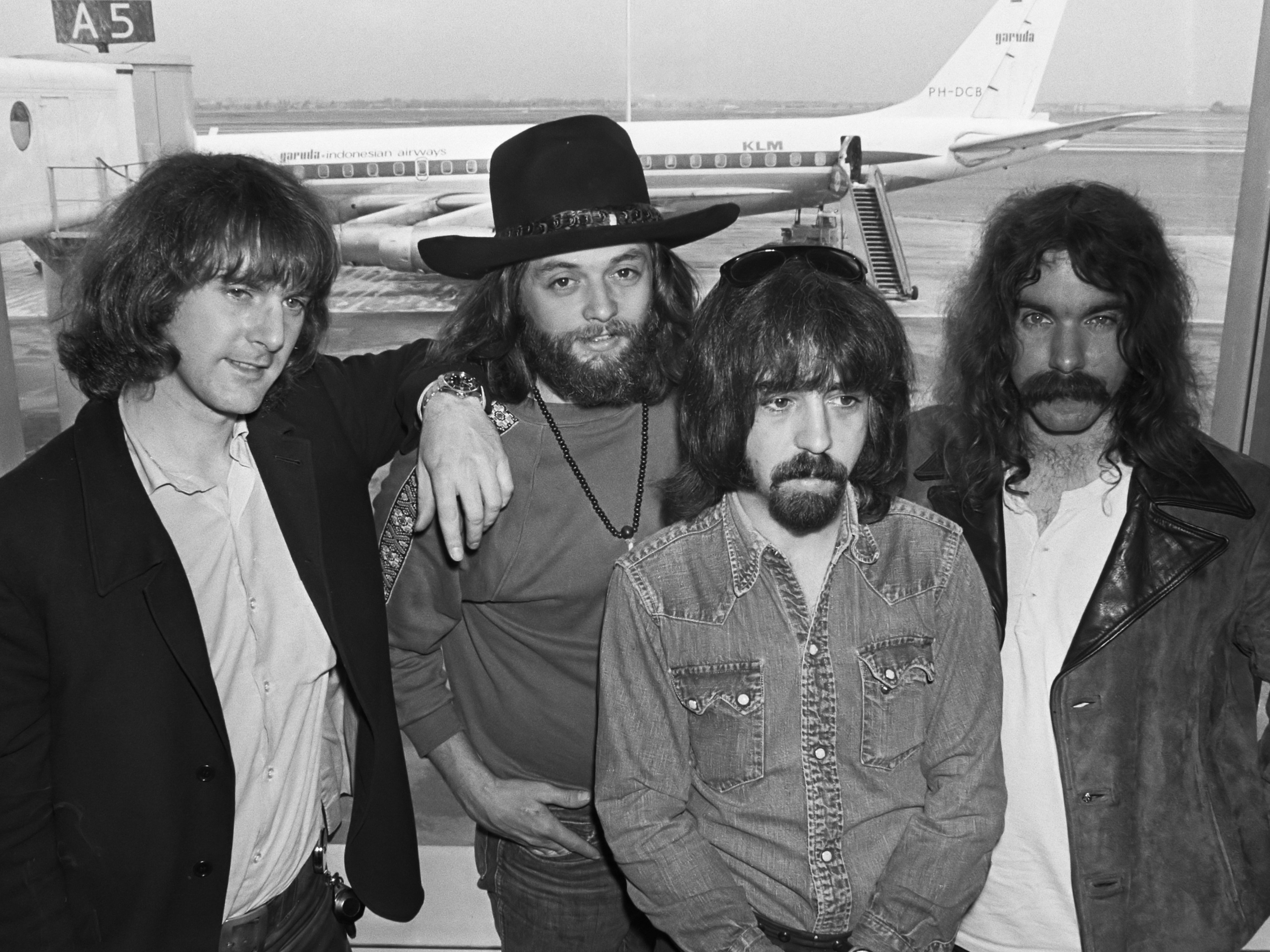
The Byrds 1970: v. l. n. r.: Roger McGuinn, Skip Battin, Clarence White, Gene Parsons

1967 gründete Battin zusammen mit Al Rosenberg die Evergreen Blueshoes, die einige Singles und ein erfolgloses Album veröffentlichten. Danach betätigte er sich als Gastmusiker für Gene Vincent und Warren Zevon und schloss sich schließlich den Byrds an, bei denen er bis 1972 spielte. Ebenfalls 1972 erschien Battins Solo-Debütalbum Skip, auf dem er unter anderem von Roger McGuinn, Clarence White und Spanky McFarlane begleitet wurde.
1974 schloss sich Battin den New Riders of the Purple Sage an, später auch den Flying Burrito Brothers. 1981 musste Battin die Burritos verlassen, da es deren Management nicht gefiel, dass er ein Solo-Album aufgenommen hatte. Von 1982 bis 1983 hatte er mit Eddie Ponder und Sänger Larry Dale eine Band namens Older Brothers.

## Solo
1981 veröffentlichte er die Solo-LP Navigator und 1983 Don't Go Crazy. Beide blieben fast unbeachtet. Im Frühjahr 1983 tourte Battin durch Italien. Er wurde von dem italienischen Gitarristen Ricky Mantoan begleitet. Sie spielten beide akustische Gitarren und sangen. Ihre Auftritte kamen beim Publikum sehr gut an. Das Duo präsentierte den größten Teil der Lieder von Skip Battins nächstem Album sowie einige Klassiker der Byrds, der Burritos und Songs von Buffalo Springfield. Skip Battin trug sogar einige Lieder in italienischer Sprache vor.
Ende 1983 wurde Skip Battins drittes Solo-Album veröffentlicht, Don't Go Crazy. Die zweite Seite setzte sich aus italienischen Liedern zusammen, die teilweise auf Italienisch gesungen wurden. Die erste Seite bot bekannte Battin-Songs, beispielsweise eine Studioaufnahme von Santa Ana Wind und Battins Version von Do Not Disturb.

## Erneute Zusammenarbeit
Nach seiner Rückkehr in die USA versammelte Skip Battin wieder die Formation Battin, Kleinow & Friends mit Sneaky Pete Kleinow, Greg Harris, Ed Ponder und Gene Parsons um sich. Nach einigen Konzerten änderte die Gruppe ihren Namen und nannte sich nun Peace Seekers. Das Repertoire der Gruppe bot für jeden Geschmack etwas: Von Rock-’n’-Roll-Klassikern wie Alley-Oop bis hin zu Stücken aus dem Country- bzw. Bluegrass-Umfeld.
Ende 1984 ließen Battin, Sneaky Pete Kleinow, Greg Harris und Jim Goodall die Flying Burrito Brothers erneut aufleben. Die Band trat während der nächsten zwei Jahre häufig auf, und es wurden vier Live-Alben veröffentlicht. 1987 traf Skip Battin John York, der ebenfalls früher bei den Byrds gespielt hatte, und sie beschlossen, gemeinsame Aufnahmen zu machen. Sie flogen nach Italien und trafen sich dort mit Ricky Mantoan und dem Schlagzeuger Beppe D’Angelo. Nach einigen Proben gingen sie in ein Studio, nahmen die Stücke auf und spielten einige Konzerte. Als Battin und York in die Vereinigten Staaten zurückflogen, verschwanden die Aufnahmen in den Archiven der Plattenfirmen, bis sie 2001 von der italienischen Plattenfirma Folkest Dischi unter dem Namen Family Tree als CD veröffentlicht wurden. Auch später wirkte Battin in vielen verschiedenen Projekten mit, darunter bei der Byrds Celebration, bevor er 1997 seinen Rückzug von allen musikalischen Aktivitäten ankündigte.
Skip Battin starb im Juli 2003 nach Komplikationen im Verlauf einer Alzheimer-Krankheit.

## Diskografie
Für die Zeiten mit The Byrds, The New Riders of the Purple Sage und The Flying Burrito Brothers siehe jeweils dort.

### Pledges
- Betty Jean (1957, Rev Records)

### Chuck & the Chuckles
- Bury The Hatchet (1957, Shad Records)

### Clyde Gary & his Orchestra
- Tami’s Dance (1958, Shad Records)

### Gary & Clyde
- Why Not Confess? (1958, Rev Records)
- The Twister (1959, May Records)

### Clyde Battin
- The Twister (1959, May Records)

### Skip & Flip
- It Was I (1959, Brent Records)
- Fancy Nancy (1959, Brent Records)
- Cherry Pie (1960, Brent Records)
- Hully Gully Cha Cha Cha (1960, Brent Records)
- Betty Jean (1960, Time Records)
- Green Door (1961, Brent Records)
- Over The Mountain (1961, Brent Records)
- Skip & Flip (EP, 1961)
- The Very Best of Skip & Flip (Album, 1998 Collectables Records)

### Prehistorics
- Alley Oop Cha Cha Cha (1960, Edsel)

### Skip & Johnny
- The Marathon (1961, Invicta Records)

### Ron Scuderi
- A Million Tears (1961, Kimley Records)

### Teak Battyn & hit Battmen
- Something’s Got A Hold Of me (1961, Invicta Records)

### Skip Battin Combo
- Can’t Stop Twisting (1961, Indigo Records)

### Skip & the Hustlers
- In The Soup (1961, Invicta Records)

### Sir Raybould & the Blue Angels
- Big Top (1962, Cenco Records)

### Skip & the Flips
- Everyday I Have To Cry (1963, California)

### Skip Battyn
- Bunky Battin (1963, Playmouth)
- Searchin‘ (1964, Groove Records)
- What’s Mine Is Mine (1964, Groove Records)
- Love Minus Zero (1965, Egan Records)
- I Don’t Believe You (1966, RCA)

### Kim & the Skippers
- Daybreaker (1965, Russ Fi)

### Skip Battin & the Group
- Night Time Girl (1967, Aurora)
- High Coin (1967, Record Records)

### Evergreen Blueshoes
- Maybe Someday (1968, Living Legend)
- Silver Shadow (1968, Living Legend)
- Walkin‘ Down The Line (1969, Amos Records)
- The Ballad of Evergreen Blueshoes (Album, 1969 Amos Records)

### Skip Battin
- Central Park (1973, Signpost)
- The Ballad Of Dick Clark (1973, Signpost)
- Skip (Album, 1973 Signpost)
- Navigator (Album, 1981 Appaloosa Records)
- Don’t Go Crazy (Album, 1983, Appaloosa Records)
- Topanga Skyline (Album, 2012, Sierra, aufgenommen 1973)